# Kerk van Herbaijum
De Kerk van Herbaijum is een kerkgebouw in Herbaijum in de Nederlandse provincie Friesland.

## Beschrijving
In 1872 is de kerk bijna geheel herbouwd ter vervanging van een middeleeuwse kerk (13e eeuw) die gewijd was aan Nicolaas van Myra. De zaalkerk met geveltoren is een rijksmonument. Blijkens een gevelsteen werd de kerk in 1985 gerestaureerd.

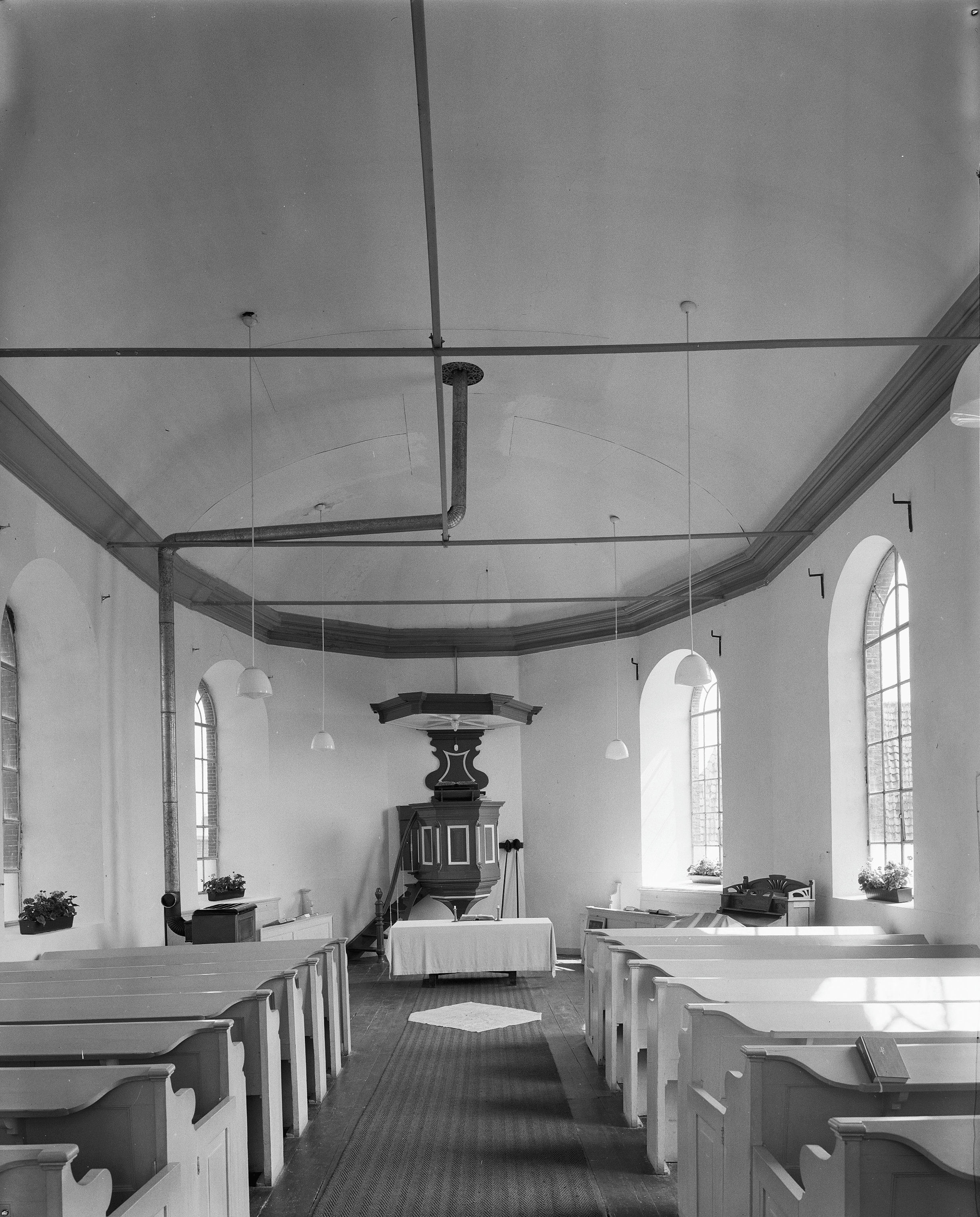
Interieur (1979)
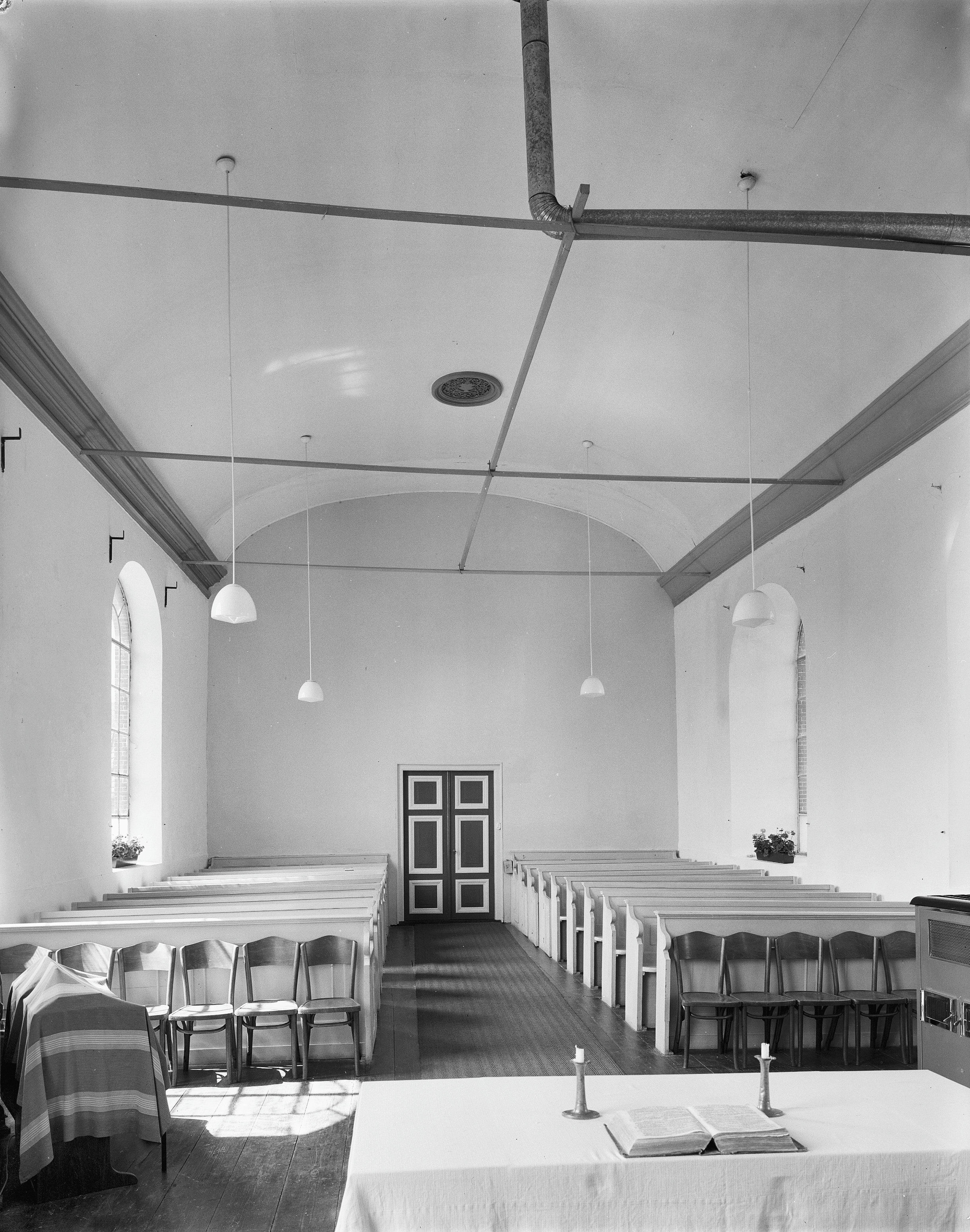
Interieur